# Matti Pellonpää
Matti Kalervo Pellonpää, född 28 mars 1951 i Helsingfors, död 13 juli 1995 i Vasa, var en finländsk skådespelare.
Han medverkade i många av Aki Kaurismäkis och Mika Kaurismäkis filmer.
Han är begravd på Malms begravningsplats i Helsingfors.

## Filmografi (urval)
- 1982 – De värdelösa
- 1986 – Skuggor i paradiset
- 1988 – Ariel
- 1989 – Cha cha cha
- 1989 – Leningrad Cowboys Go America
- 1991 – Zombie and the Ghost Train
- 1992 – Bohemernas liv
- 1994 – Leningrad Cowboys Meet Moses
- 1995 – Iron Horsemen